# Tolosaldea
Tolosaldea és una comarca del territori històric de Guipúscoa. Està situada a la part oriental de la província i limita a l'est amb Navarra, al nord amb la Comarca de Sant Sebastià o Donostialdea, al sud amb el Goierri i a l'oest amb la comarca d'Urola-Costa. És la comarca menys poblada de Guipúscoa amb prop de 45.000 habitants i 332 km² de territori, però d'altra banda és la que té més municipis, un total de 29. El seu nom prové del basc i significa literalment la zona de Tolosa. La comarca gira entorn de la població de Tolosa, que n'és el municipi més important i fa les funcions de capital comarcal. Històricament sempre ha estat així, i de fet tots els municipis que formen part de la comarca van pertànyer en el passat a la jurisdicció de la vila de Tolosa, de la qual a poc a poc es van anar separant.
La comarca rebia també el nom de Beterri, que en basc significa Terra Baixa, en contraposició amb la comarca del Goierri o Terra Alta situada just al sud; però aquest nom està en desús i s'utilitza poc actualment. El principal eix de la comarca és la vall del riu Oria, en el curs mitjà del qual es troba Tolosaldea. Seguint aquest eix de nord a sud es troben els principals nuclis de població de la comarca, Aduna, Villabona-Amasa, Zizurkil, Irura, Anoeta, Tolosa, Ibarra, Alegia, Ikaztegieta i Legorreta. Es tracta d'un eix travessat per importants vies de comunicació: l'autovia A-1 (antiga N-1, Madrid-Irun) i la via fèrria de RENFE Madrid-Irun. Forma una àrea molt urbanitzada i bastant congestionada. Les cases i polígons industrials formen gairebé un continu urbà entre Tolosa i Andoain, municipi que es troba just al nord de Tolosaldea, ja a Donostialdea. La resta de municipis de la comarca es troben en valls laterals de rius tributaris de l'Oria, com són la vall d'Aiztondo, la de l'Araxes, la de Berastegi o la d'Amezketa; o bé a mitjan vessant entre les petites valls que s'obren a dreta i esquerra de l'Oria.
Aquests municipis són en línies generals més petits i presenten un caràcter rural molt acusat. La principal activitat econòmica de la comarca és la industrial, on té major tradició la indústria paperera. Tolosa concentra la major part dels equipaments, serveis i comerços de la zona; encara que les bones comunicacions fan que en els municipis de la zona més baixa de la comarca es tendeixi a anar cap a la capital, Sant Sebastià.

## Municipis de Tolosaldea
| #  | Municipi        | Alcalde                         | Partit Polític                           | Població | % Població | Territori km² |
| -- | --------------- | ------------------------------- | ---------------------------------------- | -------- | ---------- | ------------- |
| 1  | Abaltzisketa    | Kepa Gorostidi Garmendia        | Herritarrak (Indep.)                     | 285      | 0,6        | 11,18         |
| 2  | Aduna           | Arantza Aburuza Alkorta         | ANB                                      | 352      | 0,8        | 6,95          |
| 3  | Albiztur        | Ramón Lasa Esnaola              | Albizturgo Herria (Indep.)               | 298      | 0,7        | 13,09         |
| 4  | Alegia          | Aitor Sarasola Murua            | Acció Nacionalista Basca                 | 1.646    | 3,6        | 7,59          |
| 5  | Alkiza          | Jon Roteta Elola                | Alkizako Abertzale Ezkertiarrak (Indep.) | 301      | 0,7        | 11,87         |
| 6  | Altzo           | José Ignacio Murua Gorostidi    | Batzarremuino (Indep.)                   | 359      | 0,8        | 9,77          |
| 7  | Villabona-Amasa | María Isabel Arrieta Galarraga  | Acció Nacionalista Basca                 | 5.747    | 12,6       | 17,74         |
| 8  | Amezketa        | Jesús Iñurrita Benito           | Kimu Berri Taldea (Indep.)               | 969      | 2,1        | 20,58         |
| 9  | Anoeta          | Pedro María Peñagaricano Labaca | Acció Nacionalista Basca                 | 1.784    | 3,9        | 4,14          |
| 10 | Asteasu         | Iñaki Amenabar Aramburu         | Bai Asteasuri (Indep.)                   | 1.394    | 3,1        | 16,76         |
| 11 | Baliarrain      | Martzelino Dorronsoro Galarraga | Herritarrak (Indep.)                     | 98       | 0,2        | 2,70          |
| 12 | Belauntza       | Mariano Lazcano Arana           | "Denok Bat" Hautesle Elkartea (Indep.)   | 289      | 0,6        | 3,43          |
| 13 | Berastegi       | Aitor Lizarza Armendáriz        | Eusko Alkartasuna                        | 1.003    | 2,2        | 45,90         |
| 14 | Berrobi         | Jon Jauregi Galarraga           | Giroa (Indep.)                           | 562      | 1,2        | 2,77          |
| 15 | Bidegoian       | Juan Ugarte Toledo              | Eusko Alkartasuna                        | 461      | 1,0        | 13,37         |
| 16 | Zizurkil        | María Ángeles Lazkano Larrañaga | Partit Nacionalista Basc                 | 2,828    | 6,2        | 15,61         |
| 17 | Elduain         | Victor Muñagorri Saizar         | Partit Nacionalista Basc (en funcions)   | 212      | 0,5        | 25,07         |
| 18 | Gaztelu         | Patxi Iturriaga Mugica          | Itturaundi (Indep.)                      | 151      | 0,3        | 9,15          |
| 19 | Hernialde       | Igaro Balda Izaguirre           | Hernialdeko Herritarrak (Indep.)         | 326      | 0,7        | 4,17          |
| 20 | Ibarra          | Consuelo Romero Aya             | Partit Nacionalista Basc                 | 4.305    | 9,5        | 5,03          |
| 21 | Ikaztegieta     | Eneritz Maiz Echarri            | Acció Nacionalista Basca                 | 394      | 0,9        | 2,0           |
| 22 | Irura           | Marimi Ugalde Zabala            | Euskal Herritarrok (en funcions)         | 1.112    | 2,4        | 2,99          |
| 23 | Larraul         | Xabier Mugika Pagola            | Herritarren Aukera (Indep.)              | 177      | 0,4        | 5,90          |
| 24 | Leaburu         | José Cruz Goñi Lizartza         | Euskal Herritarrok (en funcions)         | 369      | 0,8        | 3,50          |
| 25 | Legorreta       | Iñaki Oiarbide Munduate         | Acció Nacionalista Basca                 | 1.375    | 3,0        | 8,62          |
| 26 | Lizartza        | Regina Otaola                   | PP                                       | 614      | 1,3        | 12,33         |
| 27 | Orendain        | Tomás Plazaola Muguruza         | Batzarleku (Indep.)                      | 165      | 0,4        | 5,95          |
| 28 | Orexa           | Unai Elola Atxega               | Acció Nacionalista Basca                 | 89       | 0,2        | 5,85          |
| 29 | Tolosa          | Jokin Bildarratz Sorron         | Partit Nacionalista Basc                 | 17.830   | 39,2       | 37,39         |
|    | Tolosaldea      |                                 |                                          | 45.495   | 100        | 331,4         |